# Ferdinand Christian Coridon

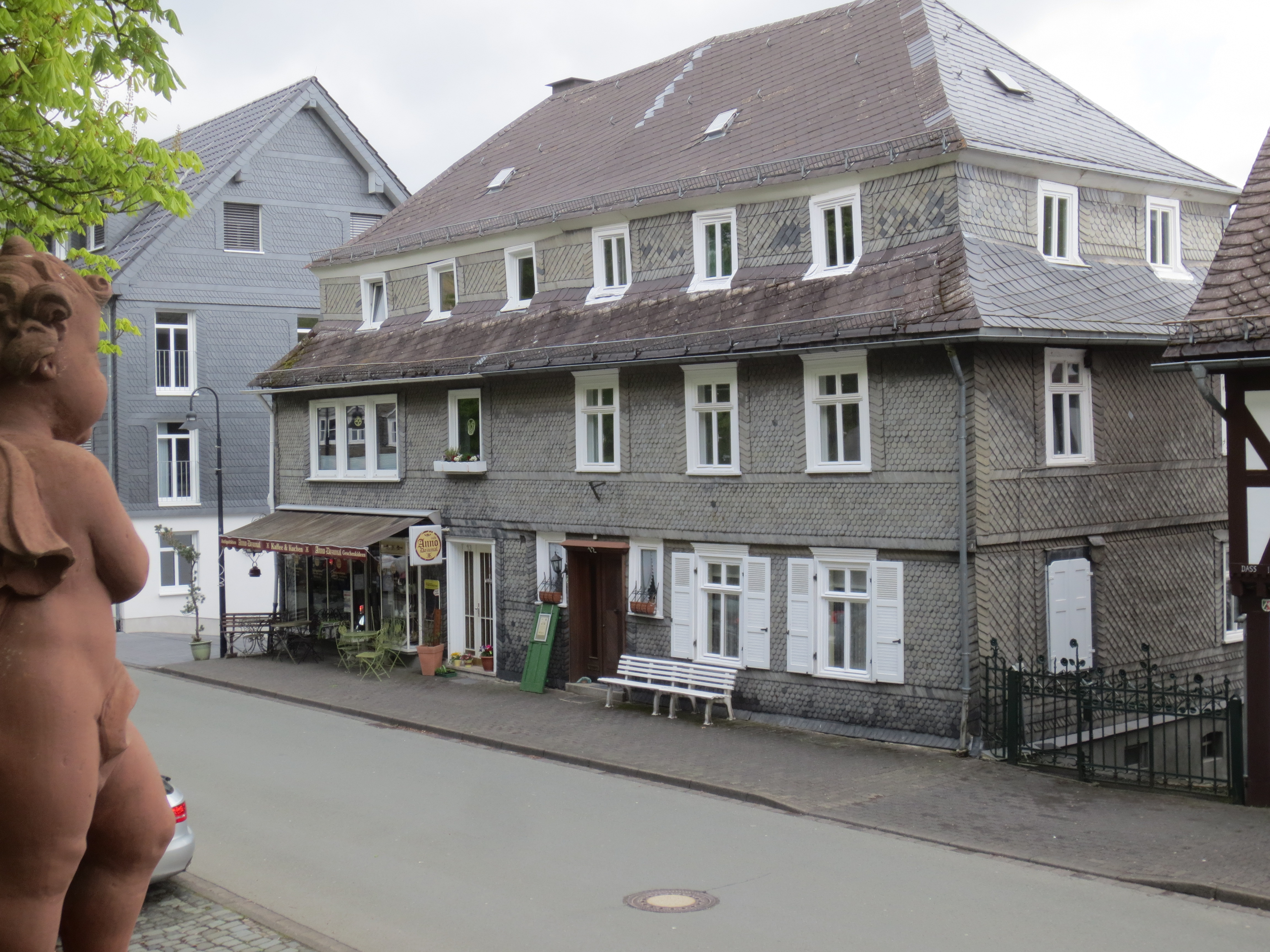
Wohnhaus Coridon, erbaut 1780

Ferdinand Christian Coridon (* 1736 in Berbice; † 31. August 1819 in Meinerzhagen) wurde als Kind afrikanischer Sklaven nach Holland verschleppt und machte später als Fruchtschreiber und Bauverwalter eine erstaunliche Karriere am gräflichen Hof der Residenzstadt Berleburg.

## Leben und Wirken
Coridon wurde etwa 1736 in der damaligen niederländischen Kolonie Berbice als Sohn afrikanischer Sklaven geboren und bereits als Kleinkind seinen Eltern entzogen. Eine damals gängige Praxis der Kolonialherren, die einen regen Handel mit meist jungen Personen trieben, die man, oft noch im Kindesalter, an die herrschaftlichen Höfe in Europa brachte. Dort angekommen, ausgebildet zu Hilfskräften, Dienern und Lakaien, oftmals mit prächtigen Kleidern ausgestattet, verkörperten sie als sogenannte Kammermohren durch ihr Wesen und ihre Hautfarbe ein Stück Exotik im Alten Reich. Auf die Methode, vor allem recht junge Angehörige indigener Völker zu verschleppen, sollte in diesem Zusammenhang besonders hingewiesen werden, da sich ihre (Um-)Erziehung meist erfolgreicher gestaltete und insofern eine Anpassung an die neuen Lebensverhältnisse eher gelingen konnte.
Coridon wurde zusammen mit Caspar, einem etwa ein Jahr älteren schwarzen Knaben aus Surinam, nach Holland gebracht. Über den Ort und die Dauer des holländischen Aufenthalts liegen keine belastbaren Daten vor. 1752 gelangten die beiden Jungen zusammen mit einer Tabaklieferung als ein Geschenk des verstorbenen Prinzen von Oranien an den regierenden Grafen Ludwig Ferdinand zu Sayn-Wittgenstein-Berleburg (1712–1773) in die Residenzstadt der Nordgrafschaft Wittgenstein.
Auf Anweisung des Grafen wurden die beiden Knaben fünf Jahre lang geschult und christlich erzogen. Nach einer fünfstündigen Prüfung im Jahre 1757, die sie mit Bravour bestanden, wurden Caspar und Coridon in die christliche Gemeinschaft des Städtchens aufgenommen und getauft. Als Taufpaten stellten sich Graf Ludwig Ferdinand und seine Ehefrau Friederike Christiane (1721–1772) zur Verfügung. Caspar erhielt die Vornamen Ludwig Friedrich, während Coridon auf die Namen Ferdinand Christian getauft wurde; die bisherigen Namen der Knaben mutierten später zu ihren Nachnamen. Mit der Aufnahme in die christliche Gemeinde Berleburgs endete spätestens die Unfreiheit der beiden Indigenen.
Der ältere Knabe wurde als gräflicher Bote angestellt und starb bereits 1771 mit 34 Jahren in Berleburg.
Ferdinand Christian Coridon trat nach seiner Berleburger Erziehung und Taufe ebenfalls in die Dienste seines Landesherrn und übernahm dort Sicherheits- und Verwaltungsaufgaben. Er war zunächst Leibhusar des Grafen Ferdinand und nahm dort früh eine Vertrauensstellung ein. Später wurde er mit einem vergleichsweise gutem Einkommen gräflicher Fruchtschreiber und Amtsverweser. 1780 baute Coridon zusammen mit seinem Schwippschwager, dem gräflichen Mundkoch Christian Müsse (1747–1788) ein Doppelhaus in unmittelbarer Nähe des Schlosses.
Eine relativ gute Anstellung am gräflichen Hof, Heirat einer Einheimischen, Familiengründung und Hausbau sind deutliche Hinweise darauf, dass Ferdinand Christian Coridon einen guten Weg in Berleburg gegangen war. Als sichtbares Zeichen einer erfolgreichen Integration erfolgte im Jahre 1783 die Aufnahme Coridons und seiner Ehefrau in die Bürgerschaft der Stadt Berleburg.

## Familie
Ferdinand Christian Coridon heiratete am 8. Juli 1774 in Berleburg die Witwe Johanna Maria Magdalena Löwer geb. Kersting (1737–1796). Aus der Ehe gingen die Kinder Charlotte Christiana (* 1776 † USA), Christian Friedrich Henrich (1779–1790) und Maria Elisabeth (1781–1814) hervor. Taufpaten der erstgeborenen Tochter wurden der regierende Graf Christian Heinrich zu Sayn-Wittgenstein-Berleburg (1753–1800) und seine Ehefrau Charlotte Friederike (1759–1831).
Nach dem Tod des Sohnes und seiner Ehefrau und Auswanderung seiner ältesten Tochter nach Nordamerika zog Coridon zu seinem Schwiegersohn Friedrich Frahne nach Meinerzhagen, wo er 1819 im Alter von etwa 83 Jahren verstarb. In seinem ehemaligen Haus, das im Jahre 2019 in die Denkmalliste der Stadt Bad Berleburg eingetragen wurde, befindet sich inzwischen ein Café.